# Southern Air (album)
Southern Air is het achtste album van de Amerikaanse rockband Yellowcard, uitgebracht op 14 augustus 2012.

## Tracklist
1. Awakening
2. Surface of the Sun
3. Always Summer
4. Here I Am Alive
5. Sleep In The Snow
6. A Vicious Kind
7. Telescope
8. Rivertown Blues
9. Ten
10. Southern Air

## Bezetting
- Ryan Key - leadzanger, ritmische gitaar
- Sean Mackin - viool, achtergrondzang
- Ryan Mendez - leadgitaar, ritmische gitaar, basgitaar, achtergrondzang
- Longineu W. Parsons III - drums, percussie